# Terrorisme en 1986

## Événements

### Mars
- 20 mars, France : une bombe explose dans la galerie Point Show des Champs-Élysées à Paris faisant deux morts et vingt-neuf blessés[1].
- 27 mars, Australie : un attentat contre le commissariat de Russell Street fait un mort et vingt-deux blessés[2].

### Avril
- 2 avril, Grèce : au cours de son approche de l'aéroport d'Athènes, une bombe explose à bord du vol 840 de la TWA, causant la mort de quatre passagers et en blessant neuf autres. Bien que la déflagration se soit produite à plus de 3 000 mètres d'altitude, le pilote parvient à poser l'appareil au sol une dizaine de minutes plus tard[3],[4].
- 5 avril, Allemagne : une bombe explose dans la discothèque la Belle à Berlin-Ouest, tuant trois soldats américains et une cliente turque. L'explosion fait deux cent vingt-neuf blessés, dont soixante-dix-neuf citoyens américains[5]. L'enquête démontre l'implication des services secrets libyens dans l'attentat. Un couple d'Allemands, un Palestinien et un diplomate libyen sont reconnus coupables lors de leur procès, en novembre 2001[6].
- 16 avril, Syrie : une série d'attentats contre des bus frappe le nord de la Syrie près des villes de Tartous, Homs et Lataquieh. Ces attaques font cent quarante-quatre morts et près de cent cinquante blessés[7],[8]

### Mai
- 3 mai, Sri Lanka : une bombe explose dans un avion l'aéroport de Colombo, faisant vingt-deux morts et vingt-trois blessés. L'attentat est revendiqué le lendemain par le groupe séparatiste des Tigres tamouls[réf. souhaitée].

### Juin
- 14 juin, Afrique du Sud : l'explosion d'une voiture piégée devant le Magoo's Bar à Durban fait trois morts et soixante-neuf blessés. L'attentat est revendiqué par Umkhonto we Sizwe[réf. souhaitée].

### Juillet
- 9 juillet, France : une bombe explose au 4e étage de la Brigade de répression du banditisme à Paris. L'attentat, revendiqué par Action directe, fait un mort[9],[10].
- 14 juillet, Espagne : l'explosion d'une bombe d'ETA au passage d'un bus de l'armée tue douze militaires à Madrid[11],[12].

### Septembre
- 4 septembre, Liban : une bombe explose lors du passage de cinq membres du contingent français de la FINUL, faisant trois morts et deux blessés[13][source insuffisante].
- 5 septembre, Pakistan : l'attaque d'un avion de la Pan Am à l'aéroport de Karachi fait vingt morts[14][source insuffisante].
- 6 septembre, Turquie : un commando de 5 hommes, lié à Abou Nidal, massacre 22 fidèles dans la synagogue Neve Shalom d'Istanbul[15]
- 8 septembre, France : une bombe explose dans le bureau de la Poste de l'hôtel de ville de Paris, faisant un mort et vingt-et-un blessés[réf. souhaitée].
- 14 septembre, France : une bombe est découverte au Pub Renault, avenue des Champs-Élysées à Paris, sous une table du restaurant par un maître d'hôtel, Jean-Claude Blanger. Celui-ci prend le paquet suspect, le descend au sous-sol, puis remonte. Il prévient deux policiers en faction, mais alors qu'ils redescendent, la bombe explose. Les deux policiers, Bernard Gautier et Jean-Louis Breteau, sont tués[16].
- 15 septembre, Corée du Sud : l'explosion d'une bombe à l'aéroport de Séoul fait cinq morts. La Corée du Nord est mise en cause dans l'organisation de cet attentat[réf. souhaitée].
- 15 septembre, France : une bombe explose à la préfecture de Paris, sur l'île de la Cité, faisant un mort et quarante-cinq blessés[réf. souhaitée].
- 17 septembre, France : une autre bombe explose rue de Rennes à Paris, devant le magasin Tati, et fait sept morts et cinquante-cinq blessés[17],[18],[19].